# Tetramereia convexa
Tetramereia convexa là một loài bọ cánh cứng trong họ Bọ hung (Scarabaeidae).